# (6832) Kawabata
Pour les articles homonymes, voir Kawabata.
(6832) Kawabata est un astéroïde de la ceinture principale.

## Description
(6832) Kawabata est un astéroïde de la ceinture principale. Il fut découvert le 23 mars 1992 à Kitami par Kin Endate et Kazuro Watanabe. Il présente une orbite caractérisée par un demi-grand axe de 3,22 UA, une excentricité de 0,15 et une inclinaison de 1,9° par rapport à l'écliptique.

## Compléments